# Koloskí (Djankoi)
|  | Per a altres significats, vegeu «Koloskí». |

Koloskí (en ucraïnès: Колоски) és un poble de la República Autònoma de Crimea a Ucraïna, que el 2014 tenia 2.068 habitants. Pertany al districte rural de Djankoi. Fins al 1945 la vila es deia Xolom Aléikhem.